# Międzyrządowość
Międzyrządowość (ang. intergovernmentalism) – forma wzajemnego oddziaływania pomiędzy państwami, polegająca na suwerennej niezależności i jest najbardziej rozpowszechnioną formą współpracy pomiędzy krajami.
Znaczenie międzyrządowości wzrosło w XX wieku, co jest odzwierciedleniem większej niezależności państw, która ze względów strategicznych albo/oraz gospodarczych przeniosła się na inne sfery życia (polityczne, kulturowe, społeczne).
Najczęściej spotykaną formą międzyrządowości są układy i sojusze, z których najprostsze to dwubiegunowe porozumienia między państwami. Inną ważną formą jest liga, bądź konfederacja, np. Liga Narodów, Organizacja Współpracy Gospodarczej i Rozwoju (OECD), Wspólnota Narodów, czy Organizacja Krajów Eksportujących Ropę Naftową (OPEC)
- Zaleta: umożliwia państwom wspólną pracę i działanie, które nie ogranicza ich niezależności.
- Wada: ogranicza zakres współpracy międzynarodowej do tych obrębów, w których interesy narodowe są zbieżne oraz istnieje wzajemne zaufanie. Wówczas konfederacje sprowadzane są do roli klubów dyskusyjnych.